# Шептицкий район
Шептицкий райо́н (укр. Шептицький район; до 2024 года — Червоноградский) — административная единица Львовской области Украины.
Административный центр — город Шептицкий.

## История
Район был образован Постановлением Верховной рады от 17 июля 2020 года в результате административно-территориальной реформы, в его состав вошли территории:
- Радеховского района,
- Сокальского района,
- частично Каменка-Бугского района (Добротворский поселковый совет, Незнановский, Полоничновский, Селецкий и Стародобротворский сельские советы),
- частично Жолковского района (Купичвольский и Боянецкий сельсоветы),
- а также город областного значения Червоноград.

Район был переименован решением Верховной Рады Украины 19 сентября 2024 года

## Население
Численность населения района составляет 228 945 (2021) человек.

## Административное устройство
Район в укрупнённых границах с 17 июля 2020 года делится на 7 территориальных общин (громад), в том числе 5 городских и 2 поселковые общины (в скобках — их административные центры):
- Городские:
  - Червоноградская городская община (город Шептицкий),
  - Белзская городская община (город Белз),
  - Великомостовская городская община (город Великие Мосты),
  - Радеховская городская община (город Радехов),
  - Сокальская городская община (город Сокаль);
- Поселковые:
  - Добротворская поселковая община (посёлок Добротвор),
  - Лопатинская поселковая община (посёлок Лопатин).